# Saluda (Carolina del Sud)
Saluda és una població dels Estats Units a l'estat de Carolina del Sud. Segons el cens del 2000 tenia 3.066 habitants.

## Demografia
Segons el cens del 2000, Saluda tenia 3.066 habitants, 1.103 habitatges i 788 famílies. La densitat de població era de 365,4 habitants/km².
Dels 1.103 habitatges en un 33,6% hi vivien nens de menys de 18 anys, en un 40,8% hi vivien parelles casades, en un 24,6% dones solteres, i en un 28,5% no eren unitats familiars. En el 24,5% dels habitatges hi vivien persones soles l'11,4% de les quals corresponia a persones de 65 anys o més que vivien soles. El nombre mitjà de persones vivint en cada habitatge era de 2,75 i el nombre mitjà de persones que vivien en cada família era de 3,21.
Per edats la població es repartia de la següent manera: un 28% tenia menys de 18 anys, un 12,2% entre 18 i 24, un 28,1% entre 25 i 44, un 18,6% de 45 a 60 i un 13,1% 65 anys o més.
L'edat mediana era de 31 anys. Per cada 100 dones de 18 o més anys hi havia 93,9 homes.
La renda mediana per habitatge era de 26.964$ i la renda mediana per família de 31.042$. Els homes tenien una renda mediana de 25.208$ mentre que les dones 19.921$. La renda per capita de la població era de 13.032$. Entorn del 22,9% de les famílies i el 28,5% de la població estaven per davall del llindar de pobresa.

## Poblacions més properes
El següent diagrama mostra les poblacions més properes.